# Gradojević
Gradojević (Servisch cyrillisch Градојевић) is een plaats in de Servische gemeente Koceljeva. De plaats telt 250 inwoners (2002).